# Carolina Panthers 2020
La stagione 2020 dei Carolina Panthers è stata la 26ª della franchigia nella National Football League, la prima con Matt Rhule come capo-allenatore. Per la prima volta dal 2010 lo storico allenatore Ron Rivera non fece parte della squadra, essendo passato al Washington Football Team. Per la prima volta dal 2011, il linebacker Luke Kuechly non fece parte del roster avendo annunciato il ritiro il 14 gennaio. La squadra pareggiò il record di 5-11 della stagione precedente, la terza annata consecutiva con un record negativo.

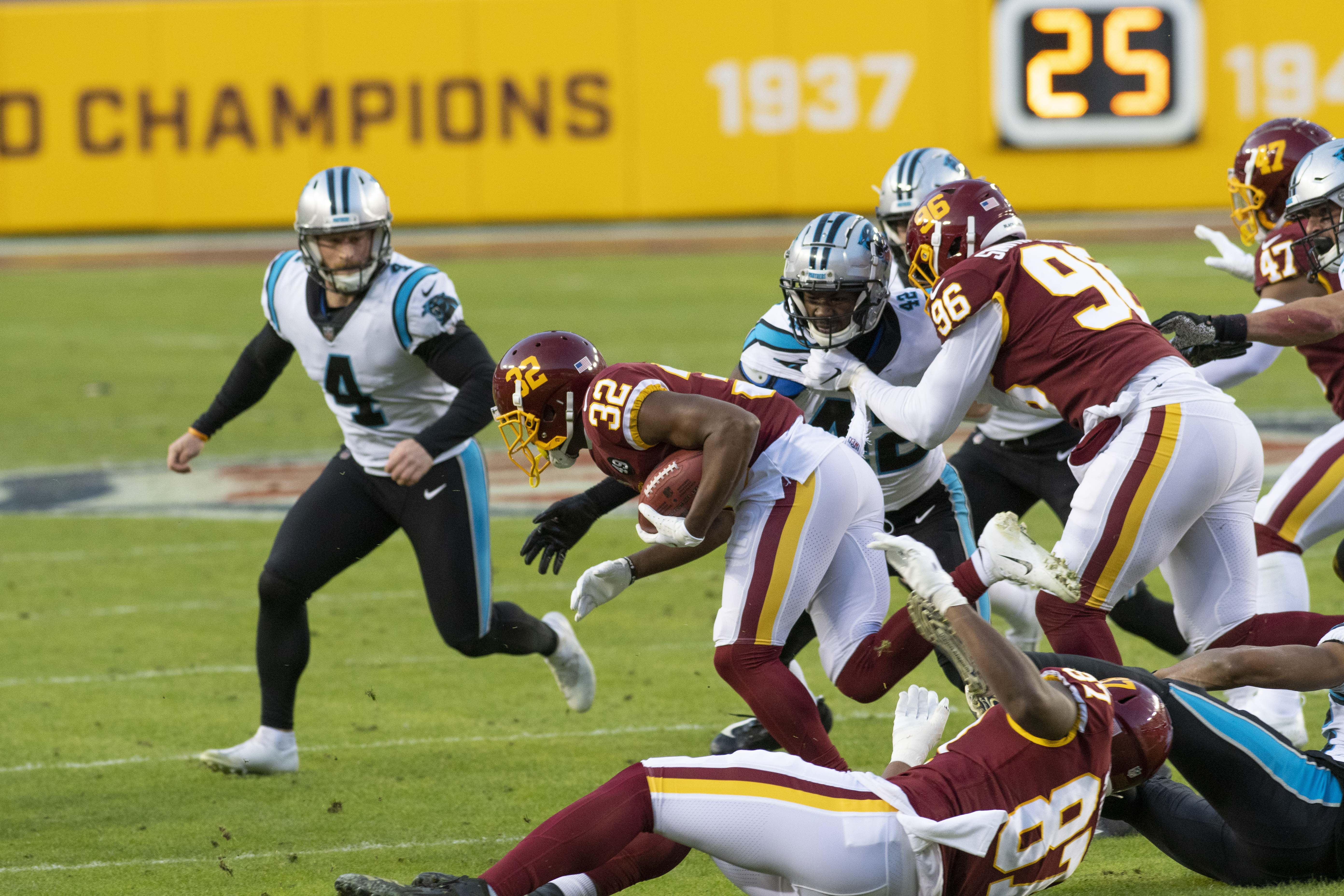
La partita del penultimo turno contro Washington

## Scelte nel Draft 2020
| Scelte dei Panthers nel Draft 2020 |        |                            |       |                       |
| Giro                               | Scelta | Giocatore                  | Ruolo | College               |
| 1                                  | 7      | Derrick Brown              | DT    | Auburn                |
| 2                                  | 38     | Yetur Gross-Matos          | DE    | Penn State            |
| 2                                  | 64     | Jeremy Chinn               | S     | Southern Illinois     |
| 4                                  | 113    | Troy Pride                 | CB    | Notre Dame            |
| 5                                  | 152    | Kenny Robinson             | S     | West Virginia         |
| 6                                  | 184    | Bravvion Roy               | DT    | Baylor                |
| 7                                  | 221    | Stantley Thomas-Oliver III | CB    | Florida International |

## Staff
| Staff dei Carolina Panthers nel 2020 |
| --- |
| Organi dirigenziali - Proprietario – David Tepper - General manager – Marty Hurney - Direttore esecutivo del personale dei giocatori – Jeff Morrow - Direttore esecutivo dello staff del football – Mark Carrier - Vice presidente delle operazioni del football – Sean Padden - Direttore delle operazioni del football – Bryan Porter - Direttore del personale professionistico – Matt Allen - Direttore delle negoziazioni con i giocatori & salary cap manager – Samir Suleiman - Direttore dell'analisi del football – Taylor Rajack - Direttore del benessere dei giocatori – Kent Johnston - Capo preparazione atletica – Kevin King - Direttore delle prestazioni – Andrew Althoff - Direttore nutrizionale – Kate Callaway - Manager equipaggiamento – Don Toner Capo allenatore - Matt Ruhle Altri allenatori - Preparatore atletico – Jeremy Scott - Assistente p.a. – Gus Felder - Assistente p.a. – Thomas Barbeau Allenatori dell'attacco - Coordinatore offensivo – Joe Brady - Quarterback – Jake Peetz - Assistente quarterback – Matt Lombardi - Assistente senior/running back – Jeff Nixon - Wide receiver – Frisman Jackson - Tight end – Brian Angelichio - Offensive line – Pat Meyer - Assistente offensive line – Marcus Satterfield Allenatori della difesa - Coordinatore difensivo – Phil Snow - Coordinatore difesa sulle corse – Al Holcomb - Defensive line – Mike Phair - Assistente defensive line – Frank Okam - Linebacker – Mike Siravo - Coordinatore difesa sui passaggi – Jason Simmons - Cornerback – Evan Cooper Allenatori dello special team - Coordinatore dello Special Team – Chase Blackburn - Assistente dello Special Team - Ed Foley |

## Roster
| Roster dei Carolina Panthers nel 2020 |
| --- |
| Quarterback - 5 Teddy Bridgewater - 7 Will Grier - 6 P.J. Walker Running Back - 40 Alexander Armah FB - 36 Trenton Cannon - 28 Mike Davis - 22 Christian McCaffrey Wide Receiver - 11 Robby Anderson - 14 Pharoh Cooper RS - 12 D.J. Moore - 15 Seth Roberts - 10 Curtis Samuel - 16 Brandon Zylstra Tight End - 82 Chris Manhertz - 80 Ian Thomas - 86 Colin Thompson Offensive Linemen - 65 Dennis Daley G - 69 Tyler Larsen C - 74 Greg Little T - 67 John Miller G - 72 Taylor Moton T - 76 Russell Okung T - 61 Matt Paradis C - 75 Michael Schofield G - 68 Trent Scott T Defensive Linemen - 95 Derrick Brown DT - 53 Brian Burns DE - 97 Yetur Gross-Matos DE - 98 Marquis Haynes DE - 92 Zach Kerr DT - 55 Shareef Miller DE - 94 Efe Obada DE - 93 Bravvion Roy DT - 99 Kawann Short DT - 91 Stephen Weatherly DE Linebacker - 56 Jermaine Carter OLB - 21 Jeremy Chinn OLB/FS - 46 Julian Stanford OLB - 57 Adarius Taylor MLB - 54 Shaq Thompson OLB - 52 Tahir Whitehead MLB Defensive Back - 33 Tre Boston FS - 31 Juston Burris SS - 24 Rasul Douglas CB - 29 Corn Elder CB - 42 Sam Franklin SS - 38 Myles Hartsfield FS - 26 Donte Jackson CB - 25 Troy Pride CB - 23 Stantley Thomas-Oliver CB Special Team - 3 Joseph Charlton P - 44 J.J. Jansen LS - 4 Joey Slye K Lista delle riserve - 41 Eli Apple CB (IR) - 17 Omar Bayless WR (IR) - 30 Natrell Jamerson SS (COVID-19) - 19 Keith Kirkwood WR (IR) - 47 Jordan Mack OLB (Opt-out) - 55 Christian Miller OLB (Opt-out) - 2 Michael Palardy P (NF-Inj.) - 64 Chris Reed G (COVID-19) Squadra di allenamento - 79 Myles Adams DE - 39 Reggie Bonnafon RB - 78 Woodrow Hamilton DT - 77 Bruce Hector DT - 66 Mike Horton G - 13 Ishmael Hyman WR - 47 Clay Johnston LB - 63 Matt Kaskey T - 96 Austin Larkin DE - 83 Marken Michel WR - 48 Chris Orr LB - 85 Giovanni Ricci TE - 27 Kenny Robinson S - 71 Sam Tecklenburg G - 8 Kaare Vedvik K/P 53 attivi, 8 inattivi, 15 nella squadra di allenamento |
| Legenda - I rookie sono in corsivo. - Il primo ruolo è il principale mentre gli eventuali successivi indicano i ruoli secondari. - (IR) sta per Injured Reserve ed indica la lista ristretta per un solo giocatore infortunato che può tornare ad allenarsi dopo la settimana 6 e a rientrare in prima squadra dopo che questa ha giocato 8 partite. - (NF-Inj.) / (NF-Ill.) stanno rispettivamente per Non-Football Injured e Non-Football Illness ed indicano le liste dove viene inserito un giocatore che ha un infortunio o una malattia non dipendente dal football americano. - (PUP) sta per Physically Unable to Perform ed indica la lista dove viene inserito un giocatore mentre è in attesa di recuperare la condizione fisica. Nella stagione regolare dopo la sesta partita giocata dalla propria squadra, il giocatore ha tempo tre settimane per riprendere ad allenarsi, più tre settimane aggiuntive dal suo rientro agli allenamenti per rientrare in prima squadra. |

## Calendario

### Pre-stagione
Il calendario della fase pre-stagionale è stato annunciato il 7 maggio 2020. Tuttavia, il 27 luglio 2020, il commissioner della NFL Roger Goodell ha annunciato la cancellazione totale della pre-stagione, a causa della pandemia di Covid-19.

### Stagione regolare
| Stagione regolare |                    |                             |                    |                    |                         |                    |
| Turno             | Data               | Avversario                  | Risultato          | Record             | Stadio                  | Sintesi            |
| 1                 | 13 settembre       | Las Vegas Raiders           | S 30–34            | 0–1                | Bank of America Stadium | Recap              |
| 2                 | 20 settembre       | at Tampa Bay Buccaneers     | S 17–31            | 0–2                | Raymond James Stadium   | Recap              |
| 3                 | 27 settembre       | at Los Angeles Chargers     | V 21–16            | 1–2                | SoFi Stadium            | Recap              |
| 4                 | 4 ottobre          | Arizona Cardinals           | V 31–21            | 2–2                | Bank of America Stadium | Recap              |
| 5                 | 11 ottobre         | at Atlanta Falcons          | V 23–16            | 3–2                | Mercedes-Benz Stadium   | Recap              |
| 6                 | 18 ottobre         | Chicago Bears               | S 16–23            | 3–3                | Bank of America Stadium | Recap              |
| 7                 | 25 ottobre         | at New Orleans Saints       | S 24–27            | 3–4                | Mercedes-Benz Superdome | Recap              |
| 8                 | 29 ottobre         | Atlanta Falcons             | S 17–25            | 3–5                | Bank of America Stadium | Recap              |
| 9                 | 8 novembre         | at Kansas City Chiefs       | S 31–33            | 3–6                | Arrowhead Stadium       | Recap              |
| 10                | 15 novembre        | Tampa Bay Buccaneers        | S 23–46            | 3–7                | Bank of America Stadium | Recap              |
| 11                | 22 novembre        | Detroit Lions               | V 20–0             | 4–7                | Bank of America Stadium | Recap              |
| 12                | 29 novembre        | at Minnesota Vikings        | S 27–28            | 4–8                | U.S. Bank Stadium       | Recap              |
| 13                | Settimana di pausa | Settimana di pausa          | Settimana di pausa | Settimana di pausa | Settimana di pausa      | Settimana di pausa |
| 14                | 13 dicembre        | Denver Broncos              | S 27–32            | 4–9                | Bank of America Stadium | Recap              |
| 15                | 19 dicembre        | at Green Bay Packers        | S 16–24            | 4–10               | Lambeau Field           | Recap              |
| 16                | 27 dicembre        | at Washington Football Team | V 20–13            | 5–10               | FedExField              | Recap              |
| 17                | 3 gennaio          | New Orleans Saints          | S 7–33             | 5–11               | Bank of America Stadium | Recap              |

Note: gli avversari della propria division sono in grassetto.

## Premi

### Premi settimanali e mensili
- Jeremy Chinn:

rookie difensivo del mese di ottobre
rookie difensivo del mese di novembre
- Brian Burns:

difensore della NFC della settimana 11
- Joseph Charlton:

giocatore degli special team della NFC della settimana 16